# Sterna forsteri
El charrán de Forster (Sterna forsteri), es un ave marina de la familia Sternidae (anteriormente subfamilia de la familia Laridae) conocidas vulgarmente como charranes, fumareles y gaviotines. Habitan en América del Norte hasta el norte de América del Sur. Se alimenta por inmersión para cazar peces y además lo hace en vuelo para cazar insectos. Su diámetro es de 36 centímetros de largo, con una envergadura de 70 centímetros. Esta ave debe su nombre al naturalista  Johann Reinhold Forster.